# Forse/Cercami ancora
Forse/Cercami ancora, è un singolo pubblicato nel 1979 dell'artista aretino Pupo.

Il singolo, tratto dall'album Gelato al cioccolato, è in formato 45 giri.

## Tracce
- Lato A
  - Forse
- Lato B
  - Cercami ancora